# Bredning
En bredning er et større åbent vandområde i forbindelse med et sund eller andet smalt farvand. I Danmark kendes bredninger fra fjorde og sunde. Bredninger kan være hvor smalle farvand udvider sig, de kan være i forlængelse af andre bredninger eller de kan grænse op til åbent hav.
I Limfjorden er bredning en hyppigt benyttet betegnelse og af kendte bredninger i Limfjorden kan fx nævnes Nibe Bredning, Halkær Bredning, Nissum Bredning og Thisted Bredning. Fra Slien kendes den Store og Lille Bredning samt Bystrup Bredning og Masholm Bredning.